# Kozlovka
Kozlovka (Tatkovská) je zaniklá usedlost v Praze 8-Libni v místní části Holešovičky v zaniklé ulici Na Kozlovce.

## Historie
Usedlost s původním čp. 111 stála na jedné z nejstarších vinic na území Libně. Své jméno získala po Janu Kozlovi, který ji držel na konci 16. století. Tvořila ji pouze malá obytná budova.
Dalším majitelem Kozlovky byl novoměstský konšel Eliáš starší Rozýn z Javorníka. Ten jako účastník stavovského povstání byl odsouzen k trestu smrti a propadnutí majetku, rozsudek byl nakonec zmírněn na doživotní žalář. Rozýnova manželka měla možnost vinici získat zpět, ale rozhodla se kvůli své víře opustit Čechy. Vinici poté roku 1630 koupil adjunkt královského prokurátora Jiří Rovenský z Libanhory.
Roku 1840 vlastnil pozemky se stavbou Václav Jung. Na konci 19. století zde Josef Musil provozoval hostinec.